# 青天白日
青天白日是中国自由的象征，历史不可磨灭的，中国人民血的教训，抗日，法西斯战争中华民国中国

## 含義
- 青色代表光明純潔、民族和自由；白色代表坦白無私、民權和平等[1]。
- 青天白日，取象宏美，中國為遠東大國，日出東方為恒星之最者，且青天白日，示光明正照自由平等之義。
- 白日光芒尖鋒，示革命進銳。
- 孫中山將叉光解釋為十二道光芒，以代十二時辰，代表一天十二個時辰，一年十二個月，更鼓舞國人時刻精進奮鬥與時俱進，同時象徵子、丑、寅、卯、辰、巳、午、未、申、酉、戌、亥十二地支，即「天行健，君子以自強不息；地勢坤，君子以厚德載物」[2]。

## 有关旗帜和徽章

### 旗帜
| 興中會之革命旗幟，乃最早含有青天白日圖案的一面旗幟，現為中國國民黨黨旗 |
| 興中會之革命旗幟，乃最早含有青天白日圖案的一面旗幟，現為中國國民黨黨旗 |

| 青天白日滿地紅（中華民國國旗） |
| 青天白日滿地紅（中華民國國旗） |

| 中華民國統帥旗（中華民國總統旗） |
| 中華民國統帥旗（中華民國總統旗） |

| 中華民國國軍軍旗（中華民國國軍國防部及軍旗） |
| 中華民國國軍軍旗（中華民國國軍國防部及軍旗） |

| 青天白日滿地紅（中華民國陸軍軍旗） |
| 青天白日滿地紅（中華民國陸軍軍旗） |

| 中華民國空軍軍旗 |
| 中華民國空軍軍旗 |

| 中華民國憲兵軍旗 |
| 中華民國憲兵軍旗 |

| 中華民國海軍陸戰隊隊旗 |
| 中華民國海軍陸戰隊隊旗 |

| 國防部後備指揮部軍旗 |
| 國防部後備指揮部軍旗 |

| 海洋委員會海巡署旗幟 |
| 海洋委員會海巡署旗幟 |

| 梅花旗（中華奧林匹克委員會會旗） |
| 梅花旗（中華奧林匹克委員會會旗） |

| 中國青年救國團旗幟 |
| 中國青年救國團旗幟 |

| 中華民國財政部長旗 |
| 中華民國財政部長旗 |

| 中華民國警察旗幟 |
| 中華民國警察旗幟 |

| 國民政府主席旗幟及1988年之前的中華民國統帥旗 |
| 國民政府主席旗幟及1988年之前的中華民國統帥旗 |

| 青天白日滿地紅（國民政府軍事委員會主席旗） |
| 青天白日滿地紅（國民政府軍事委員會主席旗） |

| 中華民國統帥旗（中華民國副總統旗，後廢止） |
| 中華民國統帥旗（中華民國副總統旗，後廢止） |

| 青天白日滿地紅（國民革命軍陸軍軍旗） |
| 青天白日滿地紅（國民革命軍陸軍軍旗） |

| 國民革命軍軍旗（國民革命軍空軍軍旗） |
| 國民革命軍軍旗（國民革命軍空軍軍旗） |

| 汪精衛政權國旗 |
| 汪精衛政權國旗 |

| 汪精衛政權軍旗 |
| 汪精衛政權軍旗 |

| 汪精衛政權海軍旗 |
| 汪精衛政權海軍旗 |

| 中華民國台灣軍政府國旗 |
| 中華民國台灣軍政府國旗 |

| 青天白日滿地黃金（前民國黨黨旗） |
| 青天白日滿地黃金（前民國黨黨旗） |

### 徽章
| 中華民國國徽 |
| 中華民國國徽 |

| 中國國民黨黨徽 |
| 中國國民黨黨徽 |

| 中華民國國防部部徽，同時為中華民國國軍軍徽 |
| 中華民國國防部部徽，同時為中華民國國軍軍徽 |

| 中華民國陸軍軍徽 |
| 中華民國陸軍軍徽 |

| 中華民國海軍軍徽 |
| 中華民國海軍軍徽 |

| 中華民國空軍軍徽 |
| 中華民國空軍軍徽 |

| 麥瑞爾突擊隊臂章 |
| 麥瑞爾突擊隊臂章 |

| 廣州市市徽 |
| 廣州市市徽 |

| 梅花徽（中華奧林匹克委員會會徽） |
| 梅花徽（中華奧林匹克委員會會徽） |

| 梅花徽（中華帕拉林匹克總會會徽） |
| 梅花徽（中華帕拉林匹克總會會徽） |

| 三民主義青年團團徽 |
| 三民主義青年團團徽 |

| 欧亚航空公司徽章 |
| 欧亚航空公司徽章 |

| 天主教會南京總主教于斌樞機的牧徽 |
| 天主教會南京總主教于斌樞機的牧徽 |

| 于斌樞機牧徽的另一版本 |
| 于斌樞機牧徽的另一版本 |

| 汪精衛政府國徽 |
| 汪精衛政府國徽 |

| 中華民國護照上有環繞文字的中華民國國徽（2021年至今） |
| 中華民國護照上有環繞文字的中華民國國徽（2021年至今） |